# Duinen en Lage Land Texel
Das Fauna-Flora-Habitat-Gebiet Duinen en Lage Land Texel (deutsch: Dünen und Tiefland Texel) liegt auf der Westfriesischen Insel Texel in der niederländischen Provinz Nordholland. Das etwa 41 km² große Schutzgebiet gehört zum europäischen Schutzgebietsnetz Natura 2000. Es umfasst die Dünenlandschaft an der Westküste der Insel sowie sechs kleinere Teilgebiete an der Ostküste und im Zentrum der Insel. Neben den weitgehend intakten Dünenlebensräumen ist das Gebiet auch für einige Arten, wie das Kleine Knabenkraut und das Sumpf-Glanzkraut von Bedeutung.
Das Gebiet grenzt im Westen an das Natura-2000-Gebiet Noordzeekustzone und im Norden, Süden und Osten an das Natura-2000-Gebiet Waddenzee. Außerdem überschneidet es sich in großen Teilen mit dem Nationalpark Duinen van Texel. Es wurde im Jahr 2000 als Vogelschutzgebiet ausgewiesen und im Jahr 2002 als FFH-Gebiet vorgeschlagen. 2004 erfolgte die Bestätigung als Gebiet gemeinschaftlicher Bedeutung (SCI) und 2009 die Ausweisung als Besonderes Erhaltungsgebiet (SAC).

## Schutzzweck

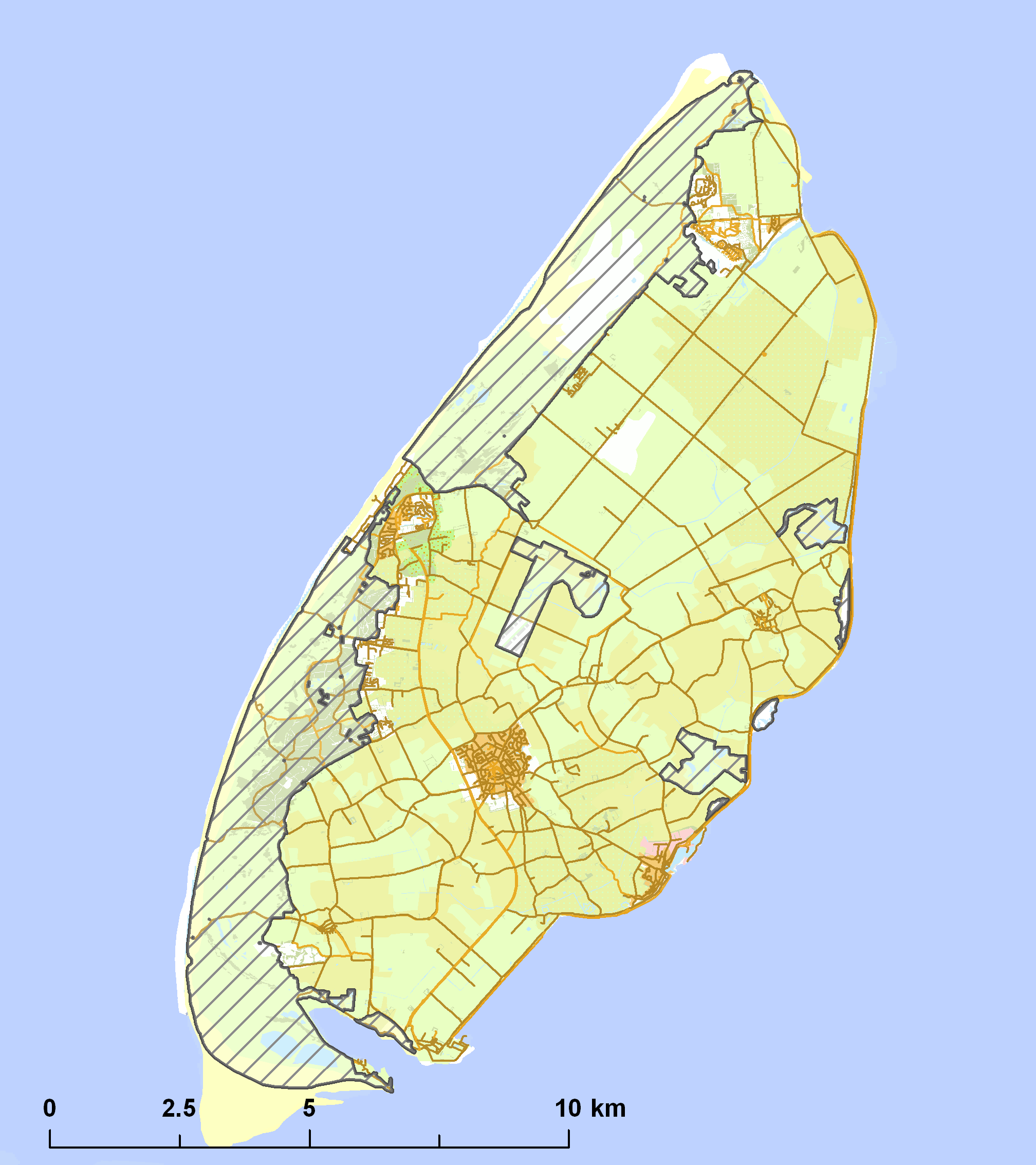
Karte des Schutzgebiets (schraffiert)

### Lebensraumtypen
Folgende Lebensraumtypen nach Anhang I der FFH-Richtlinie kommen im Gebiet vor; prioritäre Lebensraumtypen sind mit * gekennzeichnet:
| EU Code | * | Lebensraumtyp (offizielle Bezeichnung)                                                            | Fläche (ha) |
| ------- | - | ------------------------------------------------------------------------------------------------- | ----------- |
| 1140    |   | Vegetationsfreies Schlick-, Sand- und Mischwatt                                                   | 10          |
| 1310    |   | Pioniervegetation mit Salicornia und anderen einjährigen Arten auf Schlamm und Sand (Quellerwatt) | 332         |
| 1320    |   | Schlickgrasbestände (Spartinion maritimae)                                                        | 0,4         |
| 1330    |   | Atlantische Salzwiesen (Glauco-Puccinellietalia maritimae)                                        | 449         |
| 2110    |   | Primärdünen                                                                                       | 93          |
| 2120    |   | Weißdünen mit Strandhafer Ammophila arenaria                                                      | 139         |
| 2130    | * | Festliegende Küstendünen mit krautiger Vegetation (Graudünen)                                     | 2293        |
| 2140    | * | Entkalkte Dünen mit Empetrum nigrum                                                               | 597         |
| 2150    | * | Festliegende entkalkte Dünen der atlantischen Zone (Calluno-Ulicetea)                             | 187         |
| 2160    |   | Dünen mit Hippophaë rhamnoides                                                                    | 418         |
| 2170    |   | Dünen mit Salix repens ssp. argentea (Salicion arenariae)                                         | 239         |
| 2180    |   | Bewaldete Dünen der atlantischen, kontinentalen und borealen Region                               | 399         |
| 2190    |   | Feuchte Dünentäler                                                                                | 468         |
| 6230    | * | Artenreiche montane Borstgrasrasen (und submontan auf dem europäischen Festland) auf Silikatböden | 0,3         |
| 6430    |   | Feuchte Hochstaudenfluren der planaren und montanen bis alpinen Stufe                             | 22          |
| 7210    | * | Kalkreiche Niedermoore mit Cladium mariscus und Arten von Caricion davallianae                    | 15          |

### Arteninventar
Folgende Arten von gemeinschaftlichem Interesse sind für das Gebiet gemeldet:
| Bild               | EU Code | * | Art                | wissenschaftlicher Name      | Artengruppe |
| ------------------ | ------- | - | ------------------ | ---------------------------- | ----------- |
| Kegelrobbe         | 1364    |   | Kegelrobbe         | Halichoerus grypus           | Säugetiere  |
| Sumpf-Glanzkraut   | 1903    |   | Sumpf-Glanzkraut   | Liparis loeselii             | Pflanzen    |
| Nordische Wühlmaus | 1340    | * | Nordische Wühlmaus | Microtus oeconomus arenicola | Säugetiere  |